# Paul Roux
Paul Roux este un oraș din Africa de Sud.